# Ferrocarril de Sonora
Ferrocarril de Sonora fue una empresa constructora del Ferrocarril en Sonora, que obtuvo la concesión y construyó la línea férrea de Guaymas - Nogales (1880 - 1882), algunos otros ramales, y fue el motivo para la construcción de la construcción del ferrocarril de Guaymas a Guadalajara, (1905-1929) bajo el auspicio de empresas norteamericanas.
Una buena parte de los ferrocarriles mexicanos se construyeron como empresas concebidas en términos de la economía regional binacional formando una red económica y social que unía a los dos países a través de su frontera. La tecnología fue estadounidense la que se utilizó tanto en Estados Unidos como en México.

## Las vías de comunicación en Sonora
Los puertos marítimos del noroeste mexicano fueron abiertos a la navegación en Mazatlán en 1820, en San Blas en 1821, Guaymas en 1824 y Altata en 1847. Guaymas se convierte en la puerta de comunicación más norteña del Pacífico Mexicano. El Puerto Isabel, era el puerto ubicado en la desembocadura del Río Colorado en la costa de Sonora, que navegaban hasta el fuerte de Yuma en Arizona. Para el 29 de abril de 1877 llegó el ferrocarril en el territorio de Estados Unidos al Río Colorado, cruzándolo el 30 de septiembre, por lo que éste puerto, empezó a perder importancia, quedando Guaymas como el puerto mexicano más cercano a Estados Unidos en el Golfo de California.
Por ello, Estados Unidos presionaba con iniciativas para poder comunicarse al mar, al Golfo de California, específicamente al puerto de Guaymas. Es por ello que nace la iniciativa para que se construyera el “Ferrocarril de Sonora” en la ruta de Guaymas a Nogales.
Así se construyó el ferrocarril a partir de Guaymas y hacia el norte. Una vez que operaba, se fortalecieron rutas comerciales donde, Hermosillo se convierte en la llave del comercio con el puerto, en tres rutas hacia el norte: Santa Ana - Altar - Yuma; Santa Ana – Magdalena - Nogales – Tucson; Hermosillo – Ures - Arizpe – Bacoachi-  Fronteras - Janos, y Paso del Norte. De Guaymas al sur se comunicaba con Navojoa, Álamos, el Fuerte Sinaloa y el puerto de Agiabampo.
Por otro lado, el desarrollo ferrocarrilero del suroeste de Estados Unidos la Southern Pacific RR Co. realizó la construcción del ferrocarril, desde el Puerto de San Francisco, California, pasando por Los Ángeles y San Diego California.
Por otro lado, el interés de comunicarse de Estados Unidos al Golfo de California y, el puerto de Guaymas para comunicarse al mar y de ahí al resto del mundo, siendo la enésima presión para ello, era su única opción y para ello hicieron varios intentos hasta que lo lograron.

## Las concesiones
Se estuvieron solicitando y concediendo diversas concesiones para la construcción de ferrocarriles, donde unas fueron fallidas y otras exitosas, unas vencidas y otras construidas. Así identificamos las siguientes:
- - El 29 de agosto de 1859, el general liberal Ángel Trías (chihuahuense) logra una concesión para construir un ferrocarril de El Paso del Norte o del Presidio del Norte al Puerto de Guaymas, ó cualquier otro puerto del Golfo de California, para lo cual se formó en la ciudad de Nueva York la "Compañía Americana y Mexicana del Ferrocarril Interoceánico S.A. cuyo presidente fue Mr. Henry. Whitting. El general Trías usando su influencia logró que el Congreso del Estado de Sonora también lo validara el 5 de marzo de 1861.
  - El 13 de enero de 1869, el gobierno federal mexicano otorgó al cónsul norteamericano Julius A. Skilton representante de la empresa ferrocarrilera United States Railway Company concesión para la ruta del ferrocarril Paso del Norte (Hoy Cd. Juárez) hasta Guaymas en Sonora, la cual caducó.
  - En 1872, se otorgó al ciudadano inglés James Eldredge y para una compañía inglesa, un permiso para construir el Ferrocarril de Sonora, con base en que años antes, se había otorgado al general Trías, paro ahora se había agregado algunas modificaciones favorables para la compañía, y ligar la vía Guaymas - El Paso a la Great Southern Transcontinental Railroad. que tenían proyectado para la frontera con México.
  - La concesión que proporcionó el ministro de Fomento, Colonización, Industria y Comercio el 17 de junio de 1875 al sr. David Boyle Blair para organizar en los Estados Unidos una Compañía Limitada para la construcción de una línea férrea en el estado de Sonora, fue el antecedente más inmediato para el permiso definitivo que se dio años más tarde para la construcción del Ferrocarril de Sonora. La autorización era para construir y explotar una línea de férrea y su correspondiente línea telegráfica, desde el puerto de Guaymas hasta Nogales, que era la frontera norte del estado de Sonora pasando por Hermosillo y, si le convenía a la compañía, ligar la línea principal por medio de los ramales correspondientes, con las ciudades de Ures y Álamos y algún ferrocarril de los Estados Unidos. Esta concesión. al igual que las anteriores, contó con estímulos en terrenos baldíos por 5 633 hectáreas por cada kilómetro de vía que se construyera, no pudiendo exceder de la mitad que existieran en el estado. Blair, al igual que los anteriores no cumplió con las condiciones en la concesión, que en esta ocasión fueron iniciar la construcción, pasar la inspección y dar un depósito de$ 50 000.00 pesos, declarándose caduca el 15 de junio de 1877.  Si bien la concesión fue cancelada, desde su expedición estimuló las denuncias sobre terrenos baldíos.
  - Con el proyecto del ferrocarril la capital de Sonora fue trasladada de Ures (18,282 habitantes) a Hermosillo (19,155 habitantes) el 14 de abril de 1879 que, aunque era en forma provisional, finalmente fue definitiva para no moverse más, pues Ures estaba lejos de la ruta en línea recta entre Guaymas y Nogales, el destino de interés para los inversionistas.

Por otro lado, las diligencias estaban funcionando en las rutas para comunicar a las rutas Guaymas - Hermosillo, Hermosillo – Tucson, Tucson – Altar (5,468 habitantes) y Altar – Santa Ana las cuales unas de ellas eran operadas por Diego A. Moreno, mismas que fueron desplazadas por el ferrocarril por ser más barato.. El ferrocarril de la Southern Pacific inauguró la línea Yuma - Tucson el 20 de marzo de 1880 conectándolo con la que venía de San Francisco. La Atchison Topeka llegó el 9 de febrero de 1880 a Santa Fe Nuevo México para continuar a Deming y el Paso, Texas.

## Ferrocarril de Sonora
El 29 de abril de 1879, los inversionistas bostonianos a Robert R. Symond y David Ferguson de la empresa Atchison Topeka & Santa Fe R.R. Company (A.T.S.F) llega a un acuerdo con los dueños de los derechos, representados por Robert R. Symond y Sebastián Camacho, con intermediación efectiva del Presidente Porfirio Díaz, en contra de la Denver & Río Grande CO. y la Southern Pacific R.R. Co.  y se constituyó como empresa el “Ferrocarril de Sonora”, como “Compañía Limitada del Ferrocarril de Sonora” con un capital suscrito de $1,200,000 dólares, misma que en 1878, comisionó al ingeniero William Morley para dirigir la construcción, y como el superintendente Daniel Bullard Robinson definiendo la ruta Deming - Benson - Nogales en EU, para luego ir de Nogales a Guaymas.
- Para el mes de noviembre de 1879 empezaron a desembarcar en Guaymas los primeros materiales para la construcción de la vía férrea.
- Los trabajos comenzaron un 6 de mayo de 1880 con una cuadrilla bajo el mando de José Mitchel en la Isla de la Ardilla en el Puerto de Guaymas, en donde se estableció el muelle de la compañía. Junto con la construcción del ferrocarril, se contempló el levantamiento de la línea telegráfica hasta Hermosillo la cual se inauguró el 27 de mayo del mismo año.
- El 1 de junio de 1880 se autorizó por un decreto del presidente Díaz. El 14 de septiembre de 1880 se otorgó la concesión, por 99 años. Se inició la construcción en Punta de Arena, de Guaymas, hacia el norte.
- El 2 de agosto de 1880, se cambió la aduana de Magdalena a Nogales en Sonora y de Calabazas a Nogales en Arizona.
- El 4 de noviembre de 1880 arribó al puerto de Guaymas por vía marítima la primera locomotora, día que fue celebrado de manera muy especial pues con ello se iniciaba la historia del Ferrocarril de Sonora en el noroeste de México.[2]

- El 16 de diciembre de 1881 lograron la autorización de Nogales a Paso del Norte.

Los rieles llegaban desde Inglaterra siendo transportados por naves que transitaban por el Estrecho de Magallanes en Chile. La madera para los puentes y muelle era enviada desde Portland Oregón, en Estados Unidos; la mano de obra especializada tenía que conseguirse con obreros del Sur de Estados Unidos o del Centro del país.
Muchos miembros de la tribu Yaqui se incorporaron como peones en la difícil y desconocida tarea de acomodar tablones y clavar los rieles.
La construcción se inició el 6 de mayo de 1880, bajo la dirección de William Morley, con cuadrillas bajo José Mitchel en Punta Arenas en Guaymas. Los primeros 10 kilómetros se entregaron el 17 de enero de 1881. Entre estación Torres - Minas Prietas Al sureste de Hermosillo se construyó un ramal de 63 kilómetros. En tres años se construyeron casi 400 km de vías desde Guaymas a nogales lo cual se me hace un récord tomando en cuenta la maquinaria de esa época, además los calores de 40 grados y más

### La inauguración
El ferrocarril salió del puerto de Guaymas por la mañana del 4 de noviembre de 1881, y arribaron a Hermosillo al anochecer en la estación del ferrocarril, con la máquina, un par de vagones y varias plataformas con la felicidad en el rostro de los miembros de una nutrida delegación encabezada por el Gobernador Carlos Ortiz Retes, acompañado por Guillermo Carbó y otros personajes. La fiesta duró toda la noche y al día siguiente la celebración se prolongó en el puerto.
La ruta Hermosillo Nogales se inauguró el 25 de octubre de 1882, para unirse a la New México and Arizona Railroad Company desde Benson. El recorrido lo lograba en 29 horas de Guaymas a Benson Arizona, con una velocidad promedio de 32 km/h.

### Las estaciones
Salía el tren a la 1:40 p. m. del puerto de Guaymas, (19,873 habitantes) hacia Long Bridge, Batamotal, Maytorena, Santa Rosa, Ortiz, Moreno, Torres, Sonora River, llegando a Hermosillo (12,000 habitantes) después de 144.4 km., llegaba a las 7:55 p. m. de Hermosillo al norte salía a Pesqueira, Carbó, Querobabi. Puerto, Llano, Santa Ana, Magdalena, (5,500 habitantes) San Ignacio, Pierson, Imuris, Agua Zarca, Casita y Nogales, después de 426.1 kilómetros desde Guaymas y llegaba a las 8:30 a.m. para un total de casi 27 horas.
La primera estación en Hermosillo se ubicaba en el actual crucero del bulevar Luis Encinas y Revolución, contra esquina del molino harinero. En 1888, se incendió.
En 1889 la estación se reconstruyó y reubicó al Oeste, a Luis Encinas y Juárez y a las 21:00 era un punto de reunión importante pues era la hora de llegada del tren a la que estaba programada, pero estaba una constante: siempre llegaba tarde, por lo que las familias esperaban a los viajeros en el Jardín Juárez donde había espacio para la convivencia.
La estación la llamaban “La Pera”, porque era la forma que tenían los rieles, en esa parte, y así se le denominó. Alrededor de ella, se establecieron comercios, negocios, restaurantes y hoteles, que dieron origen al centro comercial de Hermosillo. Cerca de ahí se encontraba el barrio chino, conocido como “la muralla” en donde se encontraban artículos y productos de esa cultura, quienes también iniciaron sus negocios en esta zona.  Muchos de ésos chinos habían sido peones en la construcción del ferrocarril, en esta ciudad y en otras del noroeste de México.
En Nogales, la estación ubicada en 1882, en el Rancho los de Nogales era una sola para ambos Nogales, lo que después creó un conflicto, por lo que tuvo que separarse. El crecimiento de la población fue tanto que en 1887 llegó a 500 habitantes por lo que fue declarada villa y el 9 de julio de 1889 permitió ser declarado municipio al contabilizar 1,484 personas, un importante puerto de México con Estados Unidos, rebasando a Guaymas en importancia del comercio como puerto.
Las poblaciones alejadas del ferrocarril decrecen pues la gente migra, hacia donde pasa el ferrocarril como fue el caso de Ures, Altar y Moctezuma y las que están sobre la ruta, crecen como Nogales, Santa Ana, Magdalena y Álamos.

### El desarrollo económico
El desarrollo económico había sido el principal motivo para la construcción de los ferrocarriles. Se puede decir que cumplió perfectamente bien tal objetivo.
Así podemos darnos cuenta que el comercio se vio facilitado y la disponibilidad de mercancías en diferentes destinos permitía su transporte transformación en algunos casos y y consumo.
Esto permitió que en el Batamotal se daba salida a la producción de algodón, maíz y trigo producido en el valle de Guaymas. Estación Ortiz daba salda a la producción de la mina “La Dura” y “Suaqui” y “Minas Prietas” así como las zonas carboníferas de “Barrancas y “San Marcial”.
En Pesqueira se le daba salida permitía el comercio de la producción agropecuaria y minera del Río Sonora. Por Carbó salía la producción de la fábrica de hilados y tejidos “Los Ángeles” que desde 1843 funcionaba en el estado. En Santa Ana se conectaba la región ganadera de Altar y minas auríferas de la zona Trincheras. En Magdalena funcionaba como una pequeña capital de ésa zona ya que la aduana anteriormente ahí funcionaba y el resguardo militar, y lo ganadero, minero y agrícola permitía su agilización a los diferentes destinos.
Casi toda la producción minera del estado de Sonora era exportada a las refinerías de Benson y Deming en Arizona y Denver en Colorado. A su vez detonó nuevas explotaciones mineras como la mina de Pilares y la Quintera en Álamos (22,236 habitantes).
Varios problemas económicos afectaron la región unos por la crisis de la fiebre amarilla, rebeliones apaches, guerra contra los yaquis, crisis política que provocaron quebrando en los ingresos de la empresa ferrocarrilera, no lograba mantener los ingresos presupuestados, y por ello encarecieron las tarifas complicando el uso del mismo por la gente de la región, preferían utilizar flete que venía de estados Unidos en vez de Guaymas, porque era más barato. Eso complicó el servicio de pasajeros incumpliendo con el contrato preestablecido, como se leía en 1883 en los periódicos locales.
La empresa ferrocarrilera en 1883 contaba con 1,949 empleados, de los cuales 664 eran mexicanos, 810 indígenas y 475 norteamericanos (con plazas técnicas y directivas). En 1886 ya movilizaba 45,298 pasajeros y 34,660 toneladas métricas de carga.
Ese mismo año la empresa tuvo un déficit de $93,455. En 1888, ya tuvo utilidades de $4,445.
Otro aspecto del desarrollo fue que promovió la construcción de caminos carreteros de las comunidades y poblaciones hacia las estaciones del ferrocarril, con lo que se beneficiaron más pobladores del estado.
Los productos transportados eran principalmente orgánicos (Leña, madera, producción agrícola, azúcar, harina, frutas, heno y trigo, animales y sus productos) e inorgánicos eran (ladrillo, metales, sal, maquinaria mercería, piedras minerales y otros).
La actividad económica minera de otras zonas del estado, tuvieron que impulsar por ellos mismos sus propios tramos de ferrocarril, como fue la de Cananea y la de Nacozari.

## Concesiones y rutas
En el norte de Sonora s trabajaron las concesiones de diferentes tramos y rutas como se muestra:
- En 1881 de Guaymas a Hermosillo por interés de la Southern Pacific raiilroad Co.
- En 1882 de Hermosillo a Nogales sonora- Nogales Arizona por interés de la Southern Pacific Railroad Co.
- En 1896 Hermosillo a La Colorada en un tramo de 34 kilómetros y vía angosta.
- En 1901 de Cananea a Naco Son - Naco Arizona con 61.9 kilómetros, por interés de la Moctezuma Consolidated company.
- En 1904 de Nacozari a Agua prieta – Douglas Arizona con 125 kilómetros, por interés de la Moctezuma Consolidated company.
- En 1906 la Mina y Constructora de La Caridad, S.A. construyó un tramo del ramal de 34 km del ferrocarril que va desde la estación de El Tajo a Mina de La Caridad.
- En 1908 tramo Nogales - Cananea por interés de la Cananea Consolidated Cooper Company.
- En 1940 de Benjamín Hill a Puerto Peñasco y luego a Mexicali.
- El 1967 fue el último ferrocarril que se construyó en Sonora, de Agua Prieta a Naco de 38 kilómetros.

La Compañía Limitada del Ferrocarril de Sonora operó de 1880 a 1887, conectándose en 1884 con las líneas norteamericanas en Nogales. En 1887 la Atchison Topeka arrendó la línea a la Southern Pacific, misma que 10 años más tarde terminaría por adquirirla. Posterior a la construcción del Ferrocarril de Sonora y dentro del mismo periodo porfiriano se constituyeron otras empresas de menor tamaño. Tal es el caso del Ferrocarril de Cananea a Naco, el Ferrocarril de Estación Torres a la Colorada, el Ferrocarril de Nacozari a Agua Prieta, y el Ferrocarril Cananea-Río Yaqui y Pacífico.

## Ferrocarril Cananea - Naco
William Cornell Greene el empresario minero propietario de empresa minera de la mina de Cananea, o sea la empresa denominada ''The Cananea Consolidated Copper Company, S. A.” en 1899 consiguió la concesión para construir un ferrocarril de Naco a Cananea, para la operación de la Minera de Cananea. El contrato fue celebrado el 24 de octubre de 1901. El tramo fue construido con sus recursos y fue inaugurado en 1901, para una distancia de 61.9 kilómetros.
En 1902, el tramo del ferrocarril Cananea – Naco fue adquirido para su operación por la empresa “Ferrocarril Cananea, Río Yaqui y Pacífico”.

## Compañía Ferrocarrilera Cananea, Río Yaqui y Pacífico
William C. Greene también consiguió concesión para construir y ampliar su línea de ferrocarril al sur de Cananea. Se empezaron a hacer estudios en 1901.
En 1897, la empresa ferrocarrilera Southern Pacific Co. empieza a adueñarse de la operación y en 1898 se da el cambio completo de mesa directiva.
La empresa “Southern Pacific” constituyó una empresa subsidiaria el 14 de junio de 1902 llamada “Ferrocarril Cananea, Río Yaqui y Pacífico”, y su presidente fue Epes Randolph (1856-1921), amigo del Sr. Greene quien éste a su vez, poseía el 95% de las acciones y en segunda instancia os directivos de Southern Pacific Railroad.
El 13 de marzo de 1903, celebraron contrato con el Gobierno Mexicano para operar, según ése mismo contrato.
El proyecto era unir la compañía minera de Cananea, con la mina carbonífera de la Villa de San Marcial, que estaba ubicada a 90 kilómetros al noreste de Guaymas, ya que el carbón estaba siendo traído desde Estados Unidos y era uno de los insumos más representativos en el costo, y traerlo de San Marcial Sonora, representaría considerables ahorros en la operación de la empresa minera. Dicho tramo no se realizó.
También hubo otros proyectos no realizados como Cananea a Nacozari el que continuaría por el cauce del río Bavispe, pasando por Sahuaripa y de allí cambiaría de cuenca para dirigirse a Tónichi, en donde se construía otro ferrocarril que comunicaba con el Sur de Sonora y Norte de Sinaloa.
Otros proyectos o realizados era el que se planeó construir de Agua Prieta, a Bavispe, para dirigirse después a Chihuahua, con la meta de explotar los yacimientos minerales y bosques chihuahuenses que le pertenecían a Greene.
Ésta nueva empresa adquirió las concesiones que le pertenecían a la Minera de Cananea que eran el tramo Cananea-Naco que ya estaba en operación, así como los proyectos de tres diferentes ampliaciones de posibles ramales.
La empresa minera estaba facultada, además, de ése tramo, continuar con la vía hasta Álamos, Agiabampo o Topolobampo.
También se le facultó para construir otro ramal de Cananea a Nacozari, y de ahí a Sahuaripa. Así mismo se le permitía unirse al “Ferrocarril de Sonora” que corría de Guaymas a Nogales. 
El 27 de abril de 1905 la “Compañía Ferrocarrilera Cananea, Río Yaqui y Pacífico, obtuvo una concesión para construir una línea férrea de Guaymas, Sonora a Guadalajara, Jalisco. En 1927 quedo establecida la comunicación férrea entre Nogales y Guadalajara.
Esta compañía desapareció en 1909 al ser absorbida por la Ferrocarril Sud Pacífico de México, Subsidiaria mexicana de la Southern Pacific.

## Telégrafos Nacionales
La red de líneas de telégrafos, se instalaron y su pusieron en funcionamiento en Sonora, de la siguiente manera:
- De Guaymas a Hermosillo el 27 de mayo de 1880
- De Hermosillo a Ures en 1881
- De Hermosillo a Nogales 1882
- De Magdalena a Terrenate se construyó una línea particular y otra a la “Hacienda la Playita”
- De Hermosillo 1886. Mazatlán - Álamos. Antes, un telegrama de esta línea de Hermosillo a Cd. de México tardaba 10 días. Con la nueva línea, tardaba solamente de uno a dos días.

## Ferrocarril Cananea-Nogales
El tramo de Ferrocarril para conectar Cananea al Ferrocarril de Sonora, el proyecto era para conectarse en Imuris. En línea recta son 75 km. Pero el trazo por los desniveles y serranía, la longitud final era de 122 km. Tratando de evitar la construcción de túneles. El 1 de enero de 1907, se inició la construcción, en varios frentes incluyendo los campamentos del Río y el Santa Cruz con cerca de mil hombres en ambos campamentos. Poco después de iniciados los trabajos, se decidió conectarlo a Nogales. También influyó que Mr. Greene tenía tierras por ésa zona, y quiso que pasara por ciertos puntos de su interés.
Las estaciones intermedias eran nueve: Sauceda, Molina, Álamo Gordo, Zorrilla, Santa Cruz, Martínez Santa Bárbara, Mascareñas y portezuelo. En mayo de 1908, se había construido de Nogales a Zorrilla con un 55% de avance, y en julio ha estaban corriendo trenes en ése tramo. Para noviembre de 1908 se concluyó la obra.
El 15 de diciembre se inauguró la obra con presencia del Gobernador Luis E. Torres, el prefecto de Hermosillo Francisco Aguilar, William C. Greene, la banda de 22° batallón de Infantería del Ejército Mexicano, Emilio Kosterlisky de Magdalena, Gaspar Zaragoza y U. M. Aispuru, de Empalme R.H. Ingram. Vino gente de Nogales, Cananea, Naco. Unas 1,200 personas acompañaron al Presidente Municipal Eduardo R. Arnold, lo recibieron con una comitiva en Cananea. En Santa Cruz 300 personas. En Cananea hubo fiesta, baile, comida, champán, música y se sacrificaron y cocinaron 20 reses para los invitados.
Mr. Greene y los ejecutivos de sus empresas mandaron fabricar vagones privados a la empresa Pullman de Chicago para su traslado particular, llegando a comentar que el vagón con número de serie n.º 1080 era más lujoso que el del presidente Howard Taft de Estados Unidos. A ése vagón se le conocía con el nombre de "Pocahontas" quien el presidente de la compañía Epes, era pariente y descendiente de ella. En 1912 adquieren otro vagón similar y lo bautizan con el nombre de Culiacán.

## Ferrocarril Nacozari - Agua Prieta
Para finales de 1897, la Moctezuma Copper Company contaba con plantas de fundición, concentración y conversión, empleándose en su construcción alrededor de 700 trabajadores mexicanos. Además, pretendía construir un ferrocarril que conectara el mineral con Douglas, Arizona. La Moctezuma Cooper Company firmó un contrato el 16 de agosto de 1899 con el gobierno mexicano para la construcción de un ferrocarril. Así contrató a las primeras cuadrillas chinas para trabajar en el tendido de la vía del Ferrocarril Nacozari-Agua Prieta, cuya construcción inició en 1900 y finalizó en 1904. La línea férrea que unía a Pilares con Nacozari, construida años antes, quedó conectada a la línea que enlazaba a Nacozari con Agua Prieta.
El encargado de la construcción de éste fue el nuevo gerente de la Moctezuma Copper Company, James Douglas. Estos trabajos dieron inicio en 1900, construyéndose entonces 21 km. El año siguiente se establecieron 88.5 km hasta la estación Cos, y en 1904 las vías del ferrocarril llegaron a Nuevo Nacozari, con una longitud de 125 km y un costo de $2, 559, 611.33. Al costo total de la construcción de la vía férrea, se le debe sumar el valor de dos locomotoras, un carro de primera clase, un carro de combinación (exprés, 53 equipaje y correo), ocho carros de carga y siete de trabajo, con un valor total de $44, 367.02 (ibíd., 443-444). En 1904 se terminó de construir la conexión de la vía de ferrocarril de Nacozari con las instalaciones norteamericanas. El mineral que era obtenido en Nacozari era transportado a la fundidora de Douglas Arizona, que era más eficiente y tenía una mayor capacidad de procesamiento, por lo tanto, al no ser necesaria la fundidora de Nacozari se decidió cerrarla. El tren pasa por las estaciones de los pueblos de Esqueda y Frontera.
Al establecerse el ferrocarril se logró traer maquinaria moderna a Nacozari mejorando las instalaciones del mineral, lo que repercutió en el aumento y eficacia de la extracción del metal rojo. Otra consecuencia importante del ferrocarril fue la integración de un espacio binacional entre el suroeste de Arizona y el noroeste de Sonora. Esta integración permitió crear un mercado regional amplio que en poco tiempo se convertiría la región minera más importante.
La Constructora La Caridad, S.A. se le encomendó terminar la construcción de un tramo del ramal de 34 km del ferrocarril que va desde la estación de El Tajo a Mina de La Caridad.

## Ferrocarril Naco - Agua Prieta
En 1880 se inició la construcción del primer ferrocarril mexicano que conectaría con los estadounidenses: el ferrocarril Central, y en 1967 se terminó el ramal Naco-Agua Prieta, de 37 kilómetros, que unió el ferrocarril de Nacozari con el Ferrocarril del Pacífico. Ésta es la última línea de la región norte de Sonora.

## Ferrocarril Sud Pacífico de México
Para el 27 de octubre de 1904 J. A. Mangel, representante del “Ferrocarril Sud Pacífico de México”, obtuvo ante la Secretaría de Fomento una nueva concesión, la cual le otorgaba los derechos de construcción y explotación por 99 años de una línea, que se subdividiría en los siguientes tramos: de Guaymas a Álamos; de Álamos a Culiacán; de Culiacán a Mazatlán; de Mazatlán a Tepic; y de Tepic a Guadalajara.
Así la empresa “Compañía Sud pacífico de México”, que llegó a convertirse en la empresa más importante después de la “Compañía Minera de Cananea”.
La concesión también estipulaba que en los primeros dos años debía entregar la compañía un total de 400 kilómetros de vía construidos. Por ello la empresa dio inicio a la construcción inmediatamente, partiendo de
- En 1905 la Southern Pacific Co. inicia la construcción de Guaymas hacia Guadalajara, que se estancaría con la revolución en Nayarit, pero se concluiría en 1929.
- A ocho y medio kilómetros de Guaymas, en un lugar donde unos años más tarde se fundaría la ciudad de Empalme, llegan en agosto de 1905.
- La construcción de las vías continuó y llegó a Estación Corral el 19 de junio de 1906.
- Para julio llega a Torim y el 14 de diciembre llegó a Cajeme.
- El 7 de mayo de 1907 llega a Navojoa.[9]
- Después se realiza el ramal a Álamos y a San Blas quedando concluido el 12 de diciembre de 1907.
- Para agosto de 1908, llegó a Culiacán
- A Guadalajara llegó el ferrocarril del norte en 1929.

Posteriormente el Gobierno Mexicano adquirió los derechos para ser una paraestatal y se convirtió en Ferrocarril del Pacífico.

## Ferrocarril del Valle del Mayo
En 1907 Álvaro Obregón Salido fue impulsor de la actividad económica en la región del Valle del Mayo, al organizar a los productores agrícolas y promover la construcción en el valle del Mayo del Ferrocarril del Río Mayo que iba de Navojoa a Yavaros que pasara por las principales haciendas y poblaciones de la región que eran San Ignacio, San Pedro, Bacobampo, Etchojoa, Estación Rosas, Huatabampo y Yavaros, beneficiando a los productores agrícolas de la región.

## Ferrocarril Sonora Baja California
El Ferrocarril Sonora - Baja California fue continuación del proyecto del Ferrocarril Intercalifornias que había iniciado su operación en 1908 de Calexico - Mexicali a Algodones - Yuma como parte de la empresa ferrocarrilera norteamericana. Posteriormente continuaron su construcción de Mexicali (estación pascualitos, cercana a Mexicali) hacia Sonora, logrando llegar en 1930 a un lugar llamado Fuentes Brotantes que posteriormente se conoció como Estación Médanos, unos cuantos kilómetros delante de Estación Riíto. Continuó la construcción hasta Puerto Peñasco y llegaron en 1940.
En 1946 después de la 2.ª Guerra Mundial, se abrieron dos frentes Uno desde Benjamín Hill a Puerto Peñasco y otro de Puerto Peñasco a Benjamín Hill, asunto que se concluyó en 1947 el 16 de diciembre donde las dos puntas férreas hicieron contacto en el kilómetro 327, a partir de Mexicali.
En 1930, el Inter- California fue adquirido por la ferroviaria Southern Pacific.
El Ferrocarril Sonora-Baja California fue una empresa ferroviaria descentralizada del gobierno de México. Inició operaciones y fue creada en el año de 1937.
En 1941 en que el ferrocarril Inter-California fue vendido al gobierno mexicano. La operación del tramo Benjamín Hill - Mexicali, fue concedido al Ferrocarril Sonora-Baja California.
El día 2 de marzo de 1959 dejó de circular el ferrocarril Inter-california de Mexicali hacia Algodones, quedando con la operación el Ferrocarril Sonora - Baja California.